# Pygichaeta
Pygichaeta es un género de escarabajos barrenadores metálicos del orden Coleoptera.

## Especies
- Pygichaeta babaulti (Thery, 1937)
- Pygichaeta fischeri (Kerremans, 1903)
- Pygichaeta fusca (Saunders, 1874)
- Pygichaeta parisii Obenberger, 1934
- Pygichaeta psilopteroides (Kerremans, 1899)
- Pygichaeta semigranosa (Solier, 1833)
- Pygichaeta strandi Obenberger, 1936